# ヴァルナ (種姓)
ヴァルナ（梵: varṇa、वर्ण、「色」の意）とは、ヒンドゥー教社会を四層の種姓に分割する宗教的身分制度である。共同体の単位であるジャーティも併せ、カーストと総称される。
上位からバラモン、クシャトリヤ、ヴァイシャ、シュードラの身分が存在し、このヴァルナによる枠組みをヴァルナ・ヴィャワスターと呼称する。

## 神話的起源
『リグ・ヴェーダ』10:90に収められたプルシャ賛歌(en)によると、神々が祭祀を行うにあたって原人プルシャを切り分けた時、口の部分がバラモンとなり、両腕がラージャニヤ（クシャトリヤ）となり、両腿がヴァイシャとなり、両足はシュードラとなった、という。
『バガヴァッド・ギーター』4章13節ではクリシュナ（ヴィシュヌ）がグナ（要素）とカルマ（行為）を配分することで四つのヴァルナ（種姓）を生み出したと語られている。

## ヴァルナによる義務・制約
バラモンには祭司としての、クシャトリヤには戦士としての、ヴァイシャには平民としての、シュードラには労働者としての役割がある。各ヴァルナに属する人々は自分の所属するヴァルナに課せられた義務に則ることが求められる。たとえ他のヴァルナの仕事のほうが上手くこなせるとしてもやるべきではなく、他ヴァルナの仕事を行うのは危険ですらある。先の『バガヴァッド・ギーター』には、武人でありながら戦うことをためらうアルジュナに対して、クリシュナが武人ならクシャトリヤとしての義務に従うべき、であると語り、アルジュナの迷いを打ち消すべく説かれたと記されている。また、自分のヴァルナから逸脱した行動が禁じられている。トゥルシーダース作『ラーム・チャリト・マーナス』の「北方の項」では世の乱れる末世の有様として、シュードラが「宇宙の真理に通じているのなら、どのヴァルナに属するかは関係ない」という理屈でバラモンに論争をしかける事が挙げられている。また持っている財産によってシュードラが高貴にみられることも否定される。
『ラーマーヤナ』の第7巻（ウッタラ・カーンダ）73-76では、シュードラ出身の修行者シャンブーカのダルマに反する苦行（タパス）のせいでバラモンの子が死んだと語られ、これを理由にラーマが彼を殺害している。各ヴァルナの雑婚も好ましからざる事態として語られている。
しかしながら、『バガヴァッド・ギーター』や『ラーム・チャリト・マーナス』でもヴァルナの違いにより救済が阻害されるとは説かない。『ラーマーヤナ』でも、ここに記された話を聞く者は、各ヴァルナに応じた利益があると説かれている

## ヴァルナおよびカーストに関する論争
ヒンドゥー教徒でインド思想研究者のベンガル人クシティ・モーハン・セーンは、カースト制はブラフマンがアートマンと一つである、という教えと矛盾するものだとしている。彼の著したヒンドゥー教の解説書によると、正統派ヒンドゥー教徒にもカースト制度は自然になくなるだろう、と考える人がいるという。
セーンはインド神話のリシ（聖仙）たちが低い身分の生まれであり、バクティ運動でその指導者たちがカーストに反対したことをあげている。『マハーバーラタ』から逆毛婚（婿のカーストが嫁よりも低い結婚）の例をあげ、それが他のインドの文献にもみられると書いている。
セーンは『バシュヴィヤ・プラーナ』「ブラフマ」篇41章45節から、四つのカーストは同じ父（神）を持ち全ての人は一つのカーストに属する、と書いた一節を引用し、カースト制度をヒンドゥー教に欠かせないと考える人は、ヒンドゥー教の本質に反すると書いている。ただし、経済的・社会政策的に役立つ面はあったとはしている。

### ヴァルナと血脈に関する主張
ヴァルナは血脈に限定されるのではなく、各人の資質によって決められるもの、という主張がある。『チャーンドーギヤ・ウパニシャッド』（四・四）の中のジャバーラーの息子サティヤカーマーの物語には、カーストは生まれだけでなく人格の問題であるという考えが見られる。
植民地時代のインドでは、西欧的な合理主義に基づいて、インドの近代化とヒンドゥー教の改革・復興を目指すヒンドゥー教改革運動が起こった。
近代のヨーガ指導者のひとりパラマハンサ・ヨガナンダの『あるヨギの自叙伝』には、マヌが制定した本来のヴァルナ制は、霊的な差がありすぎる両親が子をつくると民族内の霊的なバランスが崩れてしまうため、霊的成長の度合いによってグループ分けをすることで対策をはかったもの、と記されている。それが形骸化して世襲になってしまったという。注釈では霊的本質を見ることのできるグルによって各人のヴァルナの審査は可能であると主張されている。とはいえ、どの民族にもこのような身分制はあり、カースト制度はインドの民族的純粋性を保ち、同化による消滅を防ぐのに役立ったとして一定の擁護もなされている。
ヒンドゥー教の新宗教運動または国際的ヒンドゥー教であるクリシュナ意識国際協会（ハレー・クリシュナ運動）も、同様の主張をしている。『バガヴァッド・ギーター』4章13節に記されたヴァルナの創造を、集団・身分の創造時のものではなく、各人の創造時になされること、と捉えている。裁判官の子が裁判官に向いているとは限らないが、民族や家系に関わらず、バラモンとして適した人物、ヴァイシャに適した人物が生まれる。それをクリシュナのヴァルナ創造としている。他ヴァルナの義務の実行を戒める章句についてもこの見方をとり、「バラモンの家系に生まれたとしても、シュードラの性質を持つ人はバラモンとして振舞うべきではない」という解釈をしている。クリシュナ意識国際協会では（バラモン家系出身ではない）西洋人の改宗者がバラモンの儀式を行っている。クリシュナ意識国際協会のウェブサイトでは、彼らの考える「本来の」ヴァルナをヴァルナーシュラマ・ダルマ（Varṇāśrama-dharma）と呼び、現行の一般的カースト解釈と区別している。 ただし同カースト間の結婚をその家系に洗練された子をもうけるために有効であったとしており、その意義を完全に否定したわけではない。 
また、ヒンドゥー教改革運動を担った一人ヴィヴェーカーナンダも、カーストは出生や遺伝ではなく、その人の特質とトリグナ（tri-Guṇa、3つのグナ、三特性）の組み合わせによるものとした。宗教とカーストは関係しているように見えるが、そうではなく、「宗教においてカーストは無く、カーストは単なる社会的制度である」と述べており、ダルマ（法）を守るもの、各々に優れた職能による分業という社会制度としてのカーストは自然の秩序であるとして肯定し、カーストは存続すべきとした。彼は社会制度としてのカーストの劣化した悪い側面、生まれに基づくカーストを批判し、カースト外の不可触民（パーリア、南部インドの最下級民）への同情を示し、その生活の向上を訴えた。